# Fredagkväll med Malin
Fredagkväll med Malin var ett svenskt TV-program på Barnkanalen där Malin Olsson eller Alexander Hermansson intervjuade artister och grupper samt var med under Melodifestivalenturnén. Programmet avslutades under våren 2015, då Malin Olsson lämnade programmet.